# Ozarba abscondita
Ozarba abscondita là một loài bướm đêm trong họ Noctuidae.